# Georgi Wladimirowitsch Stepanow
Georgi Wladimirowitsch Stepanow (russisch Георгий Владимирович Степанов; * 9. April 1919 in Bijsk; † 28. Oktober 1986 in Moskau) war ein russisch-sowjetischer Romanist.

## Leben
Stepanow studierte ab 1937 am Romanischen Seminar der Philologischen Fakultät der Staatlichen Universität Leningrad. 1938 nahm Stepanow als Übersetzer am Spanischen Bürgerkrieg teil. Nach der Niederlage der Republik wurde er 1939 nach Oran evakuiert und dort interniert. 1939 gelang es Stepanow nach Leningrad zurückzukehren, wo er sein Studium wiederaufnahm.
1941 meldete sich Stepanow freiwillig zur Front und wurde in der Nähe des Dorfes Sablino bei Leningrad verwundet und geriet in deutsche Gefangenschaft. Er konnte jedoch aus dem deutschen Lager fliehen und kämpfte anschließend in Estland in einer Partisaneneinheit.
Stepanow schloss 1947 sein Studium an der Staatlichen Universität Leningrad ab. Anschließend lehrte er dort von 1948 bis 1971, ab 1968 als Professor. Ab 1971 arbeitete er am Institut für Sprachwissenschaft der Akademie der Wissenschaften der UdSSR in Moskau in der Abteilung für romanische Sprachen. 1977 wurde er Direktor des Institutes. Er unterrichtete zugleich am Staatlichen Pädagogischen Institut für Fremdsprachen „Maurice Thorez“ in Moskau.
Ab 1974 war er korrespondierendes, ab 1981 ordentliches Mitglied der Akademie der Wissenschaften der UdSSR. Er war von 1976 bis 1982 Chefredakteur der Zeitschrift „Известия Академии наук СССР. Серия литературы и языка“ (Nachrichten der Akademie der Wissenschaften der UdSSR. Serie Literatur und Sprache), anschließend von 1976 bis 1982 Chefredakteur der Zeitschrift „Вопросы языкознания“ (Fragen der Sprachwissenschaft) und ab 1983 Vorsitzender der Kommission für die Geschichte der philologischen Wissenschaften in der Akademie der Wissenschaften der UdSSR.
1978 wurde er zum Vizepräsidenten der Freundschaftsgesellschaft UdSSR-Spanien gewählt. 1978 wurde er zum ausländischen Mitglied der Real Academia Española sowie der Lissaboner Akademie der Wissenschaften und 1982 zum ausländischen Mitglied der Sächsischen Akademie der Wissenschaften in Leipzig gewählt.
Stepanow war seit 1956 Mitglied der KPdSU. Seine Tochter Larissa Georgijewa Stepanowa (1941–2009)  wurde ebenfalls Romanistin, sie heiratete den Philologen Georgi Achillowitsch Lewinton (geb. 1948).

## Wirken
Stepanows Dissertation („Роль Сервантеса в становлении испанского литературного языка“, 1951) beschäftigte sich mit der Rolle Cervantes bei der Herausbildung der spanische Literatursprache.
Ende der 50er Jahre entwarf er als erster die Idee einer besonderen „nationalen Variante“ der spanischen Literatursprache (= Standardvarietät) in Lateinamerika. Er war damit einer der Begründer des Konzepts der plurizentrischen Sprachen. 1967 habilitierte er sich über das Spanische Lateinamerikas im System des einheitlichen Spanischen („Испанский язык Америки в системе единого испанского языка“, 1967).
Stepanow hat auch zahlreiche Werke aus dem Spanischen ins Russische übersetzt, unter anderem Werke von Cervantes, Lope de Vega, Calderón, Valle-Inclan, Vicente Blasco Ibáñez, Pío Baroja, José María de Pereda, Miguel de Unamuno und Ana María Matute.

## Auszeichnungen
- 1958 – Orden des Vaterländischen Krieges (II. Klasse)
- 1968 – Medaille „Für die Verteidigung Leningrads“
- 1975 – Orden des Roten Banners der Arbeit
- 1981 – Orden der Oktoberrevolution

## Werke (Auswahl)
Monographien
- Испанский язык в странах Латинской Америки (Das Spanische in den Ländern Lateinamerikas). Moskau 1963.
- Теоретическая грамматика испанского языка (Theoretische Grammatik des Spanischen; zusammen mit O. K. Wasiljewoi-Schwede). Moskau 1972.
- К проблеме языкового варьирования. Испанский язык Испании и Америки (Zum Problem der sprachlichen Varietäten. Die Spanische Sprache in Spanien und in Lateinamerika). Moskau 1979.

Wichtige Artikel
- О грамматических особенностях испано-американской речи (Über die grammatikalischen Besonderheiten der hispano-amerikanischen, gesprochenen Sprache). In: Вопросы грамматики (Probleme der Grammatik), Moskau/Leningrad 1960, S. 419–424.
- Социально-географическая дифференциация испанского языка Америки (Sozio-geographische Differenzierung der Spanischen Sprache in Lateinamerika). In: Вопросы социальной лингвистики (Fragen der Soziolinguistik). Leningrad, 1969, S. 284–308.
- Stepanov, Gregorij V. / Švejcer, Aleksandr D.: Toward a Study of Transplanted Languages. In: Geckeler, Horst et al. (Hgg.): Logos semantikos. Studia linguistica in honorem Eugenio Coseriu 1921–1981. Bd. 5. de Gruyter, Berlin/New York 1981, 219–225.